# Дальтоніди
Дальтоні́ди — речовини сталого якісного і кількісного складу, який не залежить від способу отримання. Назва походить від імені англійського вченого Джона Дальтона. На фазових діаграмах склад — властивість їм відповідають максимуми. Тверді фази змінного складу (які не відповідають стехіометричному співвідношенню компонентів) відносяться до бертолідів.
Історично це поняття пов'язане з законом сталості складу речовини. Сталість складу є природною для молекулярних речовин, оскільки молекули складаються з конкретних атомів, певного виду і певної маси. Для немолекулярних речовин, зокрема, для кристалів з дефектами, можуть бути великі відхилення від ідеального співвідношення між кількістю атомів (стехіометрії). Тому у вузькому розумінні (фактично застарілому) до дальтонідів відносять так звані стехіометричні сполуки, у яких взагалі немає області гомогенності (області змінного складу). В широкому смислі до дальтонідів також відносять сполуки, у яких область гомогенності має скінченну (ненульову) ширину, але містить також і стехіометричний склад.
Склад дальтонідів виражається простими формулами з цілочисельними стехіометричними індексами, наприклад, MgO, HCl.
Сучасний погляд на питання включає також наявність повної інформації про структуру — в стехіометричній сполуці (справжньому дальтоніді) заселеності кристалографічних позицій рівні одиниці, тобто, дефекти в макроскопічних кількостях відсутні. По одному тільки складу не можна строго віднести речовину до класу дальтонідів. Наприклад, область гомогенності оксид титану включає стехіометричний склад (де співвідношення компонентів точно 1:1). Однак ні при цьому складі, ні при якому-небудь іншому не досягаються ідеальні (одиничні) заселеності позицій титану і кисню. Тобто, дана сполука є бертолідом, немолекулярною речовиною, нестехіометричним (але з практично стехіометричним складом 1:1).